# Všetatská pahorkatina
Všetatská pahorkatina je geomorfologický okrsek v severní části Mělnické kotliny, ležící v okresech Mělník a Praha-východ ve Středočeském kraji.

## Poloha a sídla

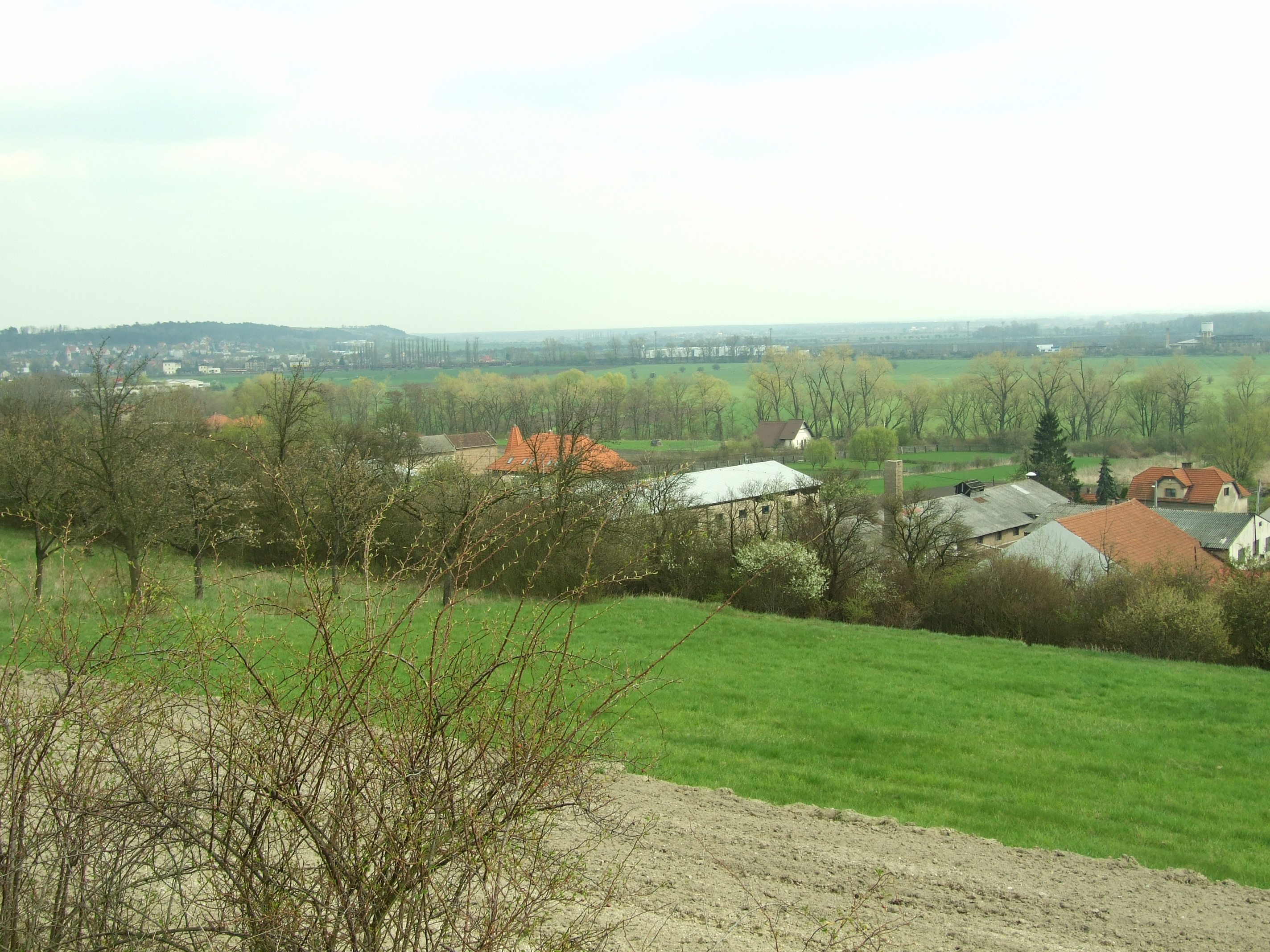
Přívory (část Všetat) z Turbovického hřbetu

Úzký pás okrsku se nachází mezi obcemi Dolní Beřkovice (na severozápadě) a Byšice, Konětopy a Dřísy (na jihovýchodě). Větší částí leží uvnitř okrsku okresní město Mělník a celý je zde městys Všetaty, podle kterého je okrsek pojmenován.

## Geomorfologické členění
Okrsek Všetatská pahorkatina (dle značení Jaromíra Demka VIB–3C–3) náleží do celku Středolabská tabule a podcelku Mělnická kotlina.
Dále se člení na podokrsky Mělnický úval v severní části, Turbovický hřbet v severozápadní části a Cecemínský hřbet v jihovýchodní části.
Pahorkatina sousedí s dalšími okrsky Středolabské tabule (Labsko-vltavská niva na západě a Staroboleslavská rovina na jihu) a s celky Jizerská tabule na severu a východě a Dolnooharská tabule na severozápadě.

## Významné vrcholy
Nejvyšší bod Všetatské pahorkatiny je Cecemín (238 m n. m.)
- Cecemín (238 m), Cecemínský hřbet
- Záboří (229 m), Turbovický hřbet